# Ega-Berron ibaia / Río Ega-Berron
Ega-Berron ibaia / Río Ega-Berron este o arie protejată (arie specială de conservare — SAC, sit de importanță comunitară — SCI) din Spania întinsă pe o suprafață de 226,45 ha, integral pe uscat.

## Localizare
Centrul sitului Ega-Berron ibaia / Río Ega-Berron este situat la coordonatele 42°44′02″N 2°26′05″W / 42.734°N 2.4348°V.

## Înființare
Situl Ega-Berron ibaia / Río Ega-Berron a fost declarat sit de importanță comunitară în mai 2003 pentru a proteja 9 specii de animale. Situl a fost protejat și ca arie specială de conservare în octombrie 2012.

## Biodiversitate
Situată în ecoregiunile atlantică și mediteraneană, aria protejată conține 7 habitate naturale: Pseudostepă cu ierburi și specii anuale de Thero-Brachypodietea, Pajiști uscate seminaturale și facies de acoperire cu tufișuri pe substraturi calcaroase (Festuco-Brometalia) (* situri importante pentru orhidee), Galerii de Salix alba și de Populus alba, Formațiuni stabile xerotermofile de Buxus sempervirens pe pante stâncoase (Berberidion p.p.), Păduri de Quercus ilex și Quercus rotundifolia, Grohotișuri termofile și vest-mediteraneene, Păduri iberice de Quercus faginea și Quercus canariensis.
La baza desemnării sitului se află mai multe specii protejate:
- păsări (3): pescăruș albastru (Alcedo atthis), mierla de apă (Cinclus cinclus), lăstun de mal (Riparia riparia)
- mamifere (4): Galemys pyrenaicus, vidră de râu (Lutra lutra), nurcă (Mustela lutreola), liliac cărămiziu (Myotis emarginatus)
- nevertebrate (1): Coenagrion mercuriale
- pești (1): Parachondrostoma miegii

Pe lângă speciile protejate, pe teritoriul sitului au mai fost identificate 1 specie de amfibieni, 2 specii de reptile.